# Gopal Krishna Gokhale

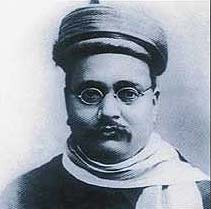
Gopal Krishna Gokhale

Gopal Krishna Gokhale (Marathi: गोपाळ कृष्ण गोखले Gopāḷ Kṛṣṇa Gokhale; * 9. Mai 1866 in Kolhat, Maharashtra; † 19. Februar 1915 in Poona) war ein indischer Politiker und Sozialreformer, Mitbegründer und Führungsmitglied des Indischen Nationalkongresses und der Servants of India Society, Mentor Mahatma Gandhis und einer der frühesten Vorkämpfer der indischen Unabhängigkeitsbewegung.

## Bildung und soziale Reform
Gokhale war ein früher indischer Vorkämpfer für öffentliche Bildung. Er gehörte der ersten Generation Inder an, die eine Ausbildung an einem College erhalten hatten, wodurch er sich breiten Respekt unter den entstehenden indischen Intellektuellen-Schicht erwarb und über ganz in Indien, dessen Volk ihn als den letzten elitär gebildeten Inder ansahen. Geboren in bescheidenen Verhältnissen blieb Gokhale stets volkstümlich. Er setzte sich für eine verbesserte Bildung, Hygiene und öffentliche Entwicklung ein und trat gegen Ignoranz, das Kastensystem und das Konzept der Unberührbarkeit in der indischen Gesellschaft ein. Viele junge Inder sahen in ihm einen Helden.
Gokhale genoss großes Ansehen durch seine Arbeit, mit der er Vertrauen und Freundschaft zwischen Hindus und Moslems stiften wollte. Gokhale war in dieser Hinsicht ein Pionier war, da in der Geschichte seines Landes kein Inder vor ihm diesen Versuch unternommen hatte.
Er unterrichtete am Fergusson College in Pune.

## Indischer Nationalkongress
Gemeinsam mit anderen angesehenen Kollegen, wie Bal Gangadhar Tilak, Dadabhai Naoroji, Bipin Chandra Pal, Lala Lajpat Rai und Annie Besant kämpfte Gokhale über Jahrzehnte für eine größere politische Vertretung und Macht bei öffentlichen Angelegenheiten für durchschnittliche Inder. Er war gemäßigt in seinen Ansichten und Haltungen, suchte die britischen Behörden durch Petitionen zu bewegen, kultivierte einen Prozess des Dialogs und der Diskussion, um einen größeren britischen Respekt für die indischen Rechte zu bewirken. Gokhale hatte Irland besucht und arrangiert, dass ein irischer Nationalist, Alfred Webb, als Präsident des Indischen Nationalkongresses 1894 fungierte. 1905 führte Gokhale den Vorsitz bei der jährlichen Sitzung der Kongresspartei, bei dem sie gegen die von Vizekönig Lord Curzon verfügte Teilung Bengalens protestierte. Beim Parteitag 1906 in Kalkutta unter dem Vorsitz von Dadabhai Naoroji waren Gokhale und Tilak als die beiden unumstrittenen Repräsentanten des gemäßigten und des aggressiv-nationalistischen Flügels der Kongresspartei. Tilak befürwortete zivile Agitation und eine direkte Revolution, um das britische Empire loszuwerden, worüber sich die Kongresspartei 1907 in zwei Flügel spaltete. Sie kamen erst 1916 wieder zusammen.
Gokhale reiste mehrmals nach London, wo er über die von der Kongresspartei geforderte Verfassungsreform für Indien mit dem liberalen Secretary of State for India John Morley verhandelte. Die 1909 vom konservativen Vizekönig Lord Minto verabschiedete Verfassungsreform wurde jedoch stärker von seinem Staatssekretär Herbert Risley und Mintos eigenen Absichten bestimmt, die Muslimliga zulasten der Kongresspartei zu fördern. Sie sah separate Wählerschaften für Moslems und Hindus vor, um den Moslems die Furcht vor der Majorisierung durch die Hindus zu nehmen und die Kongresspartei zu schwächen. Diese Weichenstellung nahm die spätere Teilung Britisch-Indiens in Pakistan und die Indische Union vorweg, da seitdem Moslempolitiker sich nur noch durch die dezidierte Vertretung muslimischer Sonderinteressen profilieren konnten und sich um die Unterstützung der Hindus gar nicht erst bemühen mussten.

## Politische Überzeugungen
Gokhale unterstützte nicht explizit die indische Unabhängigkeit, weil diese Idee vor dem Ersten Weltkrieg nicht verstanden oder erhoben worden wäre. Sein wichtigster Beitrag zur Entstehung Indiens war der eines Lehrers; Erzieher einer ganz neuen Generation von Führungspersönlichkeiten, die sich ihrer Verantwortlichkeiten gegenüber einer größeren Nation bewusst waren.

## Mentor
Gokhale war ein berühmter Mentor jenes jungen Anwalts, der bei der revolutionären Arbeit in Südafrika ein paar Jahre früher tief verletzt wurde. Mohandas Karamchand Gandhi erfuhr durch Gokhale große menschliche Zuwendung und Nähe sowie persönliche Ratschläge, Wissen und Verständnis für Indien, die Probleme der durchschnittlichen Inder und über indische Politik. Etwa 1920 wurde aus Mohandas Karamchand Gandhi der bekannte „Mahatma“ Gandhi, der zum Führer der indischen Nationalbewegung und der weltweit größten gewaltfreien Revolution in der Geschichte der Menschheit wurde. Gokhale selbst starb 1915. In seiner Autobiographie nennt Gandhi Gokhale seinen Mentor und Lehrer, während Mohammed Ali Jinnah, der spätere Gründer Pakistans, 1912 ein „muslimischer Gokhale“, „Botschafter der Einheit von Hindus und Moslems“ werden wollte.